# Academia Nacional de Bomberos de Chile
La Academia Nacional de Bomberos de Chile (ANB), organismo dependiente de la Junta Nacional de Cuerpos de Bomberos de Chile, le corresponde de acuerdo a la Ley Marco de Bomberos de Chile y al Reglamento de la Ley, determinar las competencias mínimas que debe poseer el Bombero. También debe fijar el estándar de Capacitación y de Entrenamiento de Bomberos de Chile.
La ANB está dirigida por un Consejo Directivo, máximo organismo colegiado. Actualmente su Rector Presidente es Don Ramiro Ríos Fuentes y su Director es Don Patricio Riquelme Quiroz.

## Origen
El 15 de agosto de 1987, la Asamblea Nacional se realizó en un lugar especial. Se trataba de un predio de 128 mil metros cuadrados, ubicado a 50 kilómetros de Santiago, en la comuna de Talagante, con una construcción central de estilo arquitectónico tradicional del campo chileno.
En esa Asamblea se conoció la ponencia de un Profesor de Historia quien gentilmente accedió a exponer sobre lo que significaba una Academia Nacional de Bomberos. Se trataba del profesor, Oscar González Cavada.
En esa oportunidad, la Asamblea acuerda la adquisición de ese bien raíz, otrora perteneciente al Complejo Turístico "El Molino Del Rio", en la comuna de Talagante, para destinarlo al Campus Central de la Academia Nacional, formalizándose, al mismo tiempo, las actividades de la Academia.
Un mes más tarde, conocido el programa para sentar las bases del funcionamiento de la Academia, tras ser aprobado por el Directorio de la Junta Nacional, se estipuló la contratación del autor de dicho programa como Director de la Academia Nacional, Óscar González Cavada
El Reglamento de la ANB aprobado en Directorio del 13 de septiembre de 2014, le entrega a la ANB la responsabilidad de trabajar en las siguientes áreas:
- Capacitación
- Extensión
- Docencia
- Investigación

## Capacitación
Esta área abarca todas las políticas relacionadas con la formación y capacitación de los Bomberos en Chile, independientemente de su especialidad, nivel de formación, años de servicio u cargos ejercidos. Para cumplir con este objetivo la ANB cuenta con cursos y talleres dispuestos en una malla curricular.
Estos se encuentran agrupados en áreas y al mismo tiempo en niveles de formación.
La malla curricular de la ANB se encuentra formada por las siguientes áreas:

#### Área Conductas Bomberiles
Tiene por objetivo proporcionar los conocimientos y habilidades necesarias para inducir y fortalecer la institucionalidad de Bomberos en valoración de su cultura propia.

#### Área Protección de la Vida
Involucra todos los cursos relacionados que permiten a Bomberos contar con los conocimientos que les permitan formar parte de un equipo de primera intervención en una emergencia, dominar las técnicas y procedimientos básicos a fin de proteger la vida, tanto propia como de aquellos que se han visto afectados por un siniestro, ya sea de incendio u otra emergencia.

#### Área Procedimientos Bomberiles
Entrega y proporciona los conocimientos y habilidades necesarias para desarrollar en forma organizada, segura y eficiente, los procedimientos Bomberiles requeridos para la extinción del fuego.

#### Área Especialidades Bomberiles
Entrega la serie de contenidos y habilidades necesarias para responder a servicios específicos determinados de mayor complejidad que consideran la comprensión y práctica de habilidades de diferente naturaleza o referencia teórica.
La capacitación que realiza la ANB se entrega en diferentes formatos, siendo el más común los cursos presenciales, para los que existen manuales, recursos pedagógicos y lo más importante que son los Instructores. En la actualidad la ANB cuenta con cerca de 1500 instructores, en todas las regiones del país. Todos ellos son voluntarios y se forman bajo programas de metodología que les permiten entregar los conocimientos de la mejor manera.
También existe capacitación en formatos de guías de autoinstrucción, vídeos interactivos, en línea, entre otros.
El año 2016 la ANB capacitó a más de 21 000 bomberos y entregó unas 69 000 certificaciones.

## Investigación
La Academia Nacional de Bomberos necesita realizar procesos de investigación que entreguen resultados para proporcionar datos detallados que permitan la mejora constantemente en los procesos de formación y capacitación a partir de los resultados de estos datos.
En este momento la ANB realiza investigación de interés propia y financia investigaciones de interés para la Comunidad Bomberil, mediante la adjudicación de Fondos Concursables de Investigación, que buscan fomentar esta práctica tanto en los Instructores como en los propios Bomberos.
Las líneas de Interés en este momento para la ANB son:
- Riesgo Cardiovascular en Bomberos de Chile.
- Salud Mental y estrategias de afrontamiento.
- Evaluación de resistencia de apuntalamientos de rescate urbano
- Evaluación de resistencias de estructuras de hormigón armado post incendios.
- Cumplimiento de normativa de seguridad general y protección contra incendios en edificios en altura.

## Extensión
Esta área abarca la manera en que la Academia Nacional de Bomberos interactúa con la Sociedad (vinculación con el medio) y también la propia extensión hacia los mismos Bomberos. Para esto existe un Comité Asesor de Extensión, que es el organismo colegiado que determina las políticas de extensión con la sociedad.
Dentro de las políticas en las que se trabaja en la actualidad son:
- Charlas y material educativo para colegios.
- Charlas y material educativo para educación superior.
- Material educativo para sociedad general.
- Exposiciones en Simposios, Seminarios, Congresos, entre otros.
- Publicaciones en revistas y otros medios.
- Intercambio con Instituciones Educativas.
- Participación en Mesas Técnicas